# Альянц (стадион)
«Альянц» (нем. Allianz Stadion) — футбольный стадион на западе Вены, столицы Австрии. Иногда используется неофициальное название «Weststadion». Был построен на месте снесенного в 2014 году стадиона «Герхард Ханаппи». Является домашним стадионом для клуба «Рапид». Строительство началось 1 декабря 2014 года. 16 июля 2016 года стадион был официально открыт.
Стадион вмещает 24 288 зрителей, в том числе 2470 бизнес-мест и 41 VIP-лож.

## История
6 июля 2014 года состоялся прощальный матч на стадионе «Герхард Ханаппи» с шотландским «Селтиком», игра завершилась со счётом 1:1. Пока новый стадион не был завершен, «Рапид» проводил свои матчи на стадионе «Эрнст Хаппель».
Общая стоимость строительства оценивалась в 53 миллиона евро, из которых почти 20 миллионов евро поступали из бюджета Вены. Остальная часть частично финансировалась «Рапидом». 25 ноября 2014 года было предоставлено юридически обоснованное разрешение на строительство стадиона.
После зимнего перерыва, в середине января 2015 года были начаты фундаментальные работы. Официальной датой церемонии закладки фундамента было объявлено 12 февраля 2015 года. В начале февраля последняя оставшаяся часть «Ханаппи» была снесена. Австрийский федеральный президент Хайнц Фишер 12 февраля провёл символическую церемонию закладки фундамента в присутствии около 200 приглашённых гостей, в том числе команды и президента «Рапида».
Летом 2015 года трибуны были в основном завершены, а затем началось строительство крыши. В начале июля 2016 года строительная компания Strabag передала стадион «Рапиду» после 17 месяцев строительства.
Первый матч состоялся 16 июля 2016 года между «Рапидом» и лондонским «Челси». В товарищеском поединке хозяева обыграли англичан со счетом 2:0, причем на матче присутствовало более 28 000 болельщиков. Первый официальный матч прошёл в рамках первого тура чемпионата Австрии по футболу 2016/17 против «Рида». Игра завершилась со счётом 5:0 в пользу хозяев.